# Paianios von Elis
Paianios von Elis war ein griechischer Sportler und Olympionike im letzten Viertel des 3. Jahrhunderts v. Chr. Nach dem Bericht des Reiseschriftstellers Pausanias siegte Paianios, der Sohn des Damatrios, bei den Olympischen Spielen im Ringkampf, laut Sextus Iulius Africanus geschah dies bei den 141. Spielen, das heißt im Jahr 216 v. Chr. Bei den nächsten Spielen 212 v. Chr. unterlag er bei der Titelverteidigung seinem Landsmann Kapros von Elis. Pausanias berichtet weiter, dass Paianios außerdem dreimal bei den Pythischen Spielen gesiegt habe: das erste Mal im Faustkampf der Knaben – etwa in den Jahren 222 oder 218 v. Chr. –, als Mann dann wohl im Jahr 214 v. Chr. sowohl im Faust- als auch im Ringkampf, wobei beide Kämpfe am gleichen Tag stattfanden. In Olympia sah Pausanias eine dem Paianios zu Ehren aufgestellte Statue, deren Kalksteinbasis mit der Inschrift Παιάνιος Δαματρίου Ἠλεῖος („Paianios, Sohn des Damatrios, der Eleer“) während der Ausgrabungen in Olympia gefunden wurde.